# Листовус товстожилковий
{{#ifeq:0|0|{{#if:Cirriphyllum crassinervium|{{#if:|[[]}}|[[]]}}}}
Листовус товстожилковий (Cirriphyllum crassinervium) — вид мохів порядку гіпнобрієвих (Hypnales).

## Поширення
Ареал охоплює такі частини світу: Європа, Північна Африка, Азія.
Мох, який прив'язаний до океанічних кліматичних зон, росте в лужних, свіжих і світлих до тінистих місцях, особливо на надмірно забруднених скелях (зазвичай вапняку), рідше на багатій лужною корою дерев або на стінах і бетоні. Місця зростання часто знаходяться поблизу проточної води.

## Характеристика

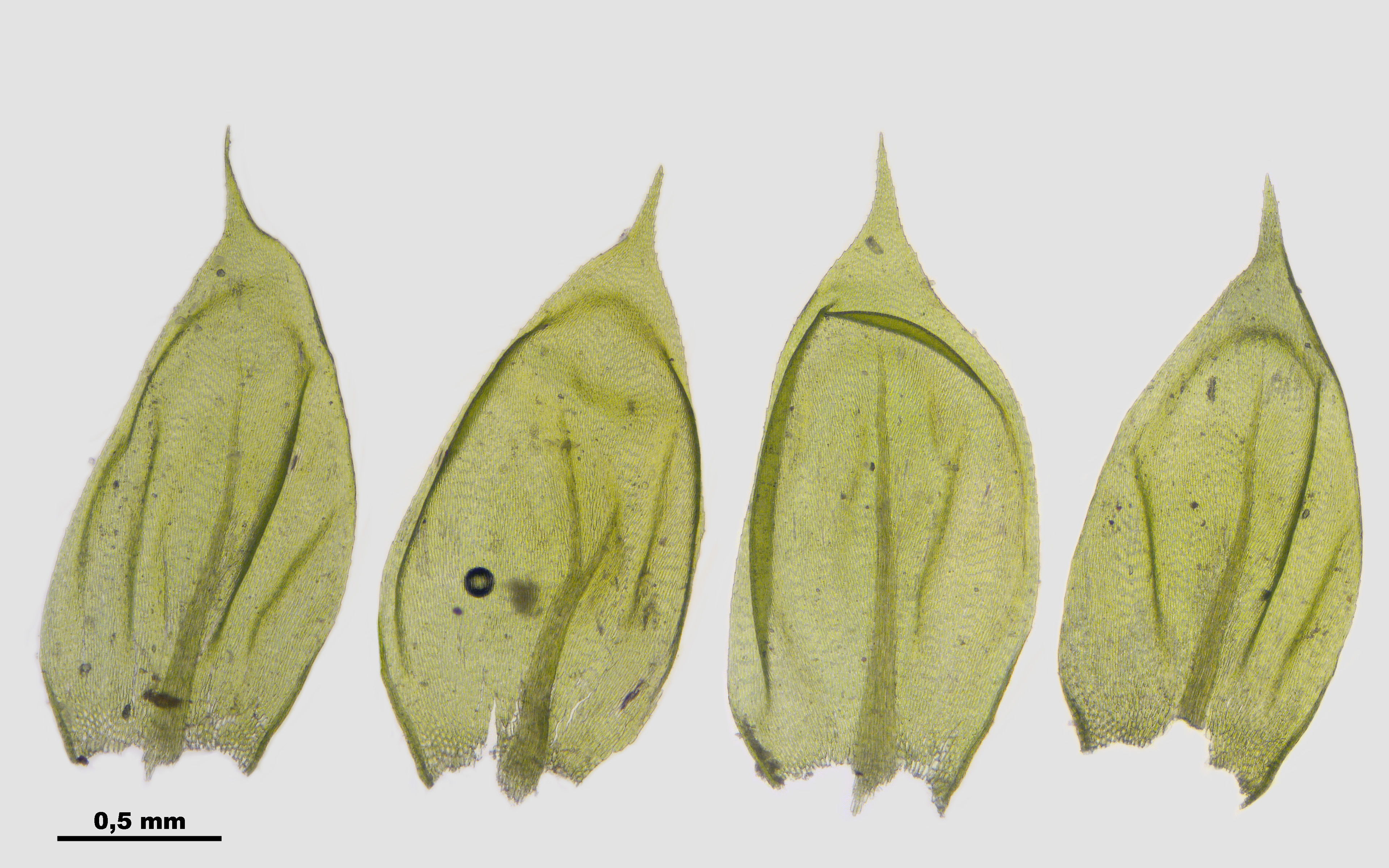

Рослини від помірно сильних до сильних утворюють світло-зелені до темно-зелених або буруваті, блискучі газони. Свіжі рослини при подрібненні пахнуть огірками. Стебла, що лежать, іноді густо розгалужені. Прямовисні, круглі та вологі набряклі гілки часто спрямовані прямо в одному напрямку. Щільно упаковані, від прилягаючих до виступаючих листків мають приблизно 2 міліметри в довжину, від овальної до яйцюватої форми, більш-менш порожнисті, без або злегка зморшкуваті та досить швидко звужуються до ланцетної шилоподібної форми. Краї листя вузько загнуті лише біля основи листа, інакше вони надто плоскі до верхівки та чітко зубчасті, особливо у верхній частині. Вид дводомний. Плодоносить вид дуже рідко. Коробочкові ніжки бородавчасті, шорсткі. Коробочка від яйцеподібної до еліптичної, нахилена та вигнута до високої. Спори дрібно-бугоркові, розміром від 16 до 20 мікрометрів. Це досить мінливий вид, який легко сплутати з іншими видами з родини Brachythecium. Відмінними рисами є ложкоподібні порожнисті листя, дуже сильна листова жилка біля основи та запах огірка при подрібненні свіжих рослин.